# شنره البحرية
شنره البحرية إحدى قرى مركز السنطة التابع لمحافظة الغربية بجمهورية مصر العربية.

## التاريخ
قرية شنره البحرية من القرى القديمة، حيث وردت باسم «شنرا» في أعمال السمنودية ضمن قرى الروك الصلاحي التي أحصاها ابن مماتي في كتاب قوانين الدواوين، كما وردت باسم «شبراشيشي» في كتاب تحفة الإرشاد. وفي تاريخ 1228هـ/1813م الذي عدّ قرى مصر بعد المسح الذي قام به محمد علي باشا باسم «شنره البحرية».

## السكان
بلغ عدد سكان شنره البحرية 14,111 نسمة حسب تقدير عام 2018.
| السنة  | 1882 | 1897 | 1907 | 1927 | 1947 | 1960 | 1976 | 1986 | 1996 | 2006  | 2018   |
| ------ | ---- | ---- | ---- | ---- | ---- | ---- | ---- | ---- | ---- | ----- | ------ |
| القرية | 1487 | 2232 | 2505 | 3073 | 3197 | 4140 | 5535 | 6822 | 8213 | 9,550 | 14,111 |